# 書籍に関する世界一の一覧
書籍に関する世界一の一覧（しょせきにかんするせかいいちのいちらん）は、書籍の分野で一番や1位の一覧である。

## 全般
- 聖書 - 世界一のベストセラー。発行部数に関しては諸説ある。英国外国聖書協会の2021年の調査では50〜70億冊[1]。
- ギネス世界記録（旧称『ギネスブック』） - 年刊本として世界一のベストセラー[2]。2015年時点で1億3000万部[3]
- 『マガフィー読本（英語版）』1879年版（ウィリアム・ホームズ・マガフィー（英語版）） - 著作権が確立していない時代に最も多く印刷された本。6000万部[4][注釈 1]。
- ベティ・クロッカー・クックブック（英語版） - 売上世界一の料理本。5000万部以上。ギネス認定[5]。
- アンネの日記（アンネ・フランク） - 売上世界一の日記。2500万部以上。ギネス認定[6]。
- ハリー・ポッターと呪いの子（J・K・ローリング、ジョン・ティファニー（英語版）、ジャック・ソーン（英語版）） - 売上世界一の戯曲。2016年8月6日現在、ニールセン・ブックスキャン調べで386万6156部。ギネス認定[7]。
- Das Postleitzahlenbuch（ドイツ郵便番号簿）1993年7月1日発行版 - 初版で最も多く印刷された出版物。1993年にドイツの郵便番号が5桁に変更されるに際して当時のドイツ連邦郵便（ドイツ語版）（DBP）が発行した。4230万部。ギネス認定[4][8]。
- スター・ウォーズ - 売上世界一の映画を原作とした書籍シリーズ。1億部。ギネス認定[9]。
- イケア・カタログ - 世界で最も一年間の印刷部数が多いカタログ。「世界で最も読まれているカタログ」としてギネス認定[5]。
- ウィリアム・シェイクスピア - 売上世界一の戯曲家。推定40億冊以上。ギネス認定[10]。
- 細木数子 - 書籍売上世界一の占い師。9300万冊[11]。ギネス認定[12][注釈 2]。
- デイビッド・ウィルキンズ（英語版）がコプト語からラテン語に翻訳した聖書 - 世界で最も売れ行きが遅かった本。1716年にオックスフォード大学出版局から500部が発行されたが、191年かかって完売した。平均20週に1冊の売上。ギネス認定[13]。
- Galaxy S4 Zoom - 世界最大の本。5.01m × 8.08m。サムスン電子がGalaxy S4 Zoomの宣伝の一環として、2013年9月7日にベルリンで発表した写真集。Facebookを介してサムスンに送られた28000枚の写真を掲載。ギネス認定[2]。
  -  I Am Texas - 出版された世界最大の本。7.48m2。iライト・リテラシー・オーガニゼーション(iWRITE Literacy Organization)とブライアン博物館（英語版）が制作。2022年発表。ギネス認定[14]。
- Teeny Ted from Turnip Town - 世界最小の本。0.07mm × 0.10mm。ギネス認定[15]。
  -  四季の草花 - 世界最小の印刷された本。0.74mm × 0.75mm。2012年4月〜12月に凸版印刷の印刷博物館が250部印刷した。ギネス認定[2]。
- Das dickste Buch des Universums (ISBN 978-3-934046-46-7) - 世界で最も厚い本。2010年出版。コンテストに応募した4万人以上の子供たちの絵や文章を掲載。厚さ4.08m、50560ページ、220kg[16]。
- The Pop-up story of Delray Beach（Roger Culbertson、Al Margolis）特大版 - 世界最大の飛び出す絵本。1.13m × 0.92m。重量19kg。ギネス認定[17]。
- 永楽大典 - 世界最大規模の出版物。22,877巻・11,095冊・目録60巻。ギネス認定[18]。
- クドードー・パゴダ（英語版）の石盤（英語版） - 「世界最大の本」。仏教の経典を刻んだ1.5m × 1mの大理石の石板729枚が、729基の仏塔に収められている[18]。
- 冬眠（草野心平） - 世界一短い詩。（●の記号1文字のみ）
- Sri Sai Sudha Madhuri（A・V・S・ラジュ（英語版）） - 世界最長の一冊の伝記。1996年〜2007年にわたり執筆。サティヤ・サイ・ババの半生をまとめた伝記で、全32編。ギネス認定[17]。
- チャールズ・ハミルトン（英語版）（別名「フランク・リチャーズ」） - 最も多作の作家。推定7200万〜7500万語の小説を書いたとされる。ギネス認定[8]。
- L・ロン・ハバード - 最も多くの著作が出版された作家。1934年2月〜2006年3月に1084作。ギネス認定[19]。
- 大川隆法 - 1年間の著作数世界一。2009年11月23日からの1年間で52冊。ギネス認定[20][21]。
- フィリップ・M・パーカー（英語版） - パソコンの力を借りた最も多産の作家。コンピュータアルゴリズムを使い、20万冊以上の本を書いた。ギネス認定[2]。
- アガサ・クリスティ - 最も翻訳されている作家。ユネスコ調べで6598の翻訳版がある。ギネス認定[2]。
- プリンストン大学 - 一度に寄贈された古書の価値が最多。2015年2月の大学発表によると、慈善家ウィリアム・H・シャイドが所蔵していた3億ドル相当の古書が寄贈された。ギネス認定[22]。
- レスター手稿（レオナルド・ダ・ヴィンチ） - 最高額の本。1994年、ビル・ゲイツが3080万2500ドルで購入。ギネス認定[7]。
  -  ベイ・サーム・ブック（英語版） - 最高額の印刷された本。現存する11部中の1冊が2013年11月26日、サザビーズでアメリカ人ビジネスマンに1416万ドルで落札された。ギネス認定[7]。
  -  The Rabbit's Christmas Party（ビアトリクス・ポター） - オークションで取引された最高額のイラスト本。2008年7月17日、匿名のイギリス人コレクターに57万9232ドルで落札された。ギネス認定[22]。
  -  シェアボーン・ミサ典書（英語版） - 個人販売による最高額の本。1998年に大英図書館が2488万ドル相当の取引で入手した。ギネス認定[23]。
- 聖人行伝（英語版）（聖人列伝、聖人伝集） - 最も完結までに時間がかかった本。キリスト教の聖人を記念日順に分類しており、1643年に1月分が刊行開始され1940年に最終巻の12月分が刊行。
- タヌワナ・セラシンゲ(Thanuwana Serasinghe) - 世界最年少で本を出版した男性。2017年1月5日に4歳356日で"Junk Food"をSooriya Publishersから[24]出版。ギネス認定[25]。
- ベラ・J・ダーク(Bella J Dark) - 世界最年少で本を出版した女性。2022年1月31日に5歳211日で"The Lost Cat"(ISBN 9798406605394)を出版。ギネス認定[26][27]。[注釈 3]。
- バーサ・ウッド(Bertha Wood) - 世界最高齢の処女出版。100歳の誕生日である2005年7月20日に"Fresh Air and Fun: The Story of a Blackpool Holiday Camp"(ISBN 1-874181-36-5 / ISBN 978-1-874181-36-1)を出版。ギネス認定[28]。
- ポール・エディ（英語版） - 処女作に支払われた最高額。1999年、処女作『フリント』と当時未執筆の続編に対してイギリス・アメリカの出版社から280万ドルが支払われたとされる。ギネス認定[29]。
- バラク・オバマとミシェル・オバマ - ノンフィクションに支払われた前払金の最高額。両人の回想録（『約束の地 大統領回顧録』『マイ・ストーリー』として出版）に対して合計6500万ドル。ギネス認定[23]。
- 世界で最も長いタイトルの本は、 インドで2010年に出版された書籍。5633文字[16]
- るるぶ - 世界最長シリーズの旅行ガイド。2010年11月2日までに3791冊を出版[16]。
- ヴィックラント・マハジャン(Vickrant Mahajan) - 最大規模のサイン会を行った作家。2016年1月30日、 ジャンムーで著書"Yes Thank You Universe" 6904冊にサインを行った。ギネス認定[22]。
- シャドウズ・フロム・ザ・ウォール・オブ・デス（英語版）（Dr. Robert C. Kedzie） - 最も有毒な本。最大36gのヒ素を含む86枚の壁紙を含む。ギネス認定[23]。

## 辞典・事典
- 新華字典 - 売上世界一の辞典。4億冊[30]。
- 中華字海 - 世界最大の漢字字典。収録字数約8万5000字。
  -  大漢和辞典 - 世界最大の漢和辞典。全15巻で約1万8000ページ。収録字数約5万1000字。
- 永楽大典 - （歴史的に）世界最大の百科事典。ギネス認定。
  -  アラブ法律百科事典（英語版、アラビア語版）（通称：ALE） - 世界最大の（現行の）百科事典。全200巻で約16万4000ページ。重量は420kg。ギネス認定[31]。

## 小説
- 売上世界一のフィクション本 - 特定不可能[22]。
  -  二都物語（チャールズ・ディケンズ）が2億部以上売れたとされるほか、ドン・キホーテ（ミゲル・デ・セルバンテス）が売上世界一とする主張などがある[22]。
  -  フィフティ・シェイズ・オブ・グレイ（E・L・ジェイムズ） - 独立検証した数値による、売上世界一のフィクション本。2021年11月現在、1699万4323部（ニールセン・ブックスキャン（英語版）調べ）。ギネス認定[23]。
- 宇宙英雄ペリー・ローダン - 売上世界一の小説シリーズ。10億冊[32]。
- アガサ・クリスティ - 売上世界一のフィクション作家。推定20億冊。ギネス認定[22]。
- ハリー・ポッター（J・K・ローリング） - 売上世界一の児童書シリーズ。4億部以上。ギネス認定[33]。
  -  ハンガー・ゲーム（スーザン・コリンズ） - 売上世界一の児童書3部作。ギネス認定[33]。
- ハリー・ポッターと死の秘宝（J・K・ローリング） - 初版発行部数が世界一の小説。米国版の初版が1200万部。ギネス認定[34]。
- ハリー・ポッターと死の秘宝（J・K・ローリング） - 発売から24時間で最も売れた小説。アメリカで発売から24時間で830万部を販売。ギネス認定[34]。
- 失われた時を求めて（マルセル・プルースト） - 公的に出版された世界最長の小説。960万9000文字。ギネス認定[29][35]。
  - 2005年度の『ギネス世界記録』で サイモン・ロバーツ (Simon Roberts) の『ニカーズ』 (Knickers) が1415万6074文字で世界最長と一度は認定されたが[5]、単一の単語のコピペ行為が発覚し取り消されている。
  -  非現実の王国として知られる地における、ヴィヴィアン・ガールズの物語、子供奴隷の反乱に起因するグランデコ・アンジェリニアン戦争の嵐の物語（ヘンリー・ダーガー。通称『非現実の王国で』）は単一の小説として、公的に出版されることはなかった世界最長の長編小説。アウトサイダー・アートであるためそのすべてが刊行および装丁されていない。
  -  白鯨（ハーマン・メルヴィル） - 絵文字に翻訳された最長の小説。2009年に翻訳プロジェクトが開始され2010年に"Emoji Dick"が完成した。ギネス認定[36]。
- 宇宙英雄ペリー・ローダン - 世界最長の小説シリーズ。
  -  グイン・サーガ（栗本薫） - 単一作家による世界最長の小説シリーズ。正伝129巻＋未完1巻（外伝21巻）。ギネスに申請したが未完成のため却下された。
  -  ドクター・フー - 同一主人公で世界最長のフィクション・シリーズ。472作。同名のテレビドラマが原作。ギネス認定[37]。
- かいけつゾロリ（原ゆたか） - 最も巻数が多い、同一作者による（同一作者が物語とイラストを執筆した）単一児童書シリーズ。2023年時点で73巻。ギネス認定[38]。

## 漫画
- 売上世界一のコミック本 - 特定不可能
  -  ONE PIECE（尾田栄一郎） - 単一作家による売上世界一のコミック。2022年9月時点で5億1660万部。ギネス認定[39][40]。。
  -  X-メン - 1冊の売上が世界一のコミック。月刊誌『X-メン』第1号（1991年10月発行）が850万冊（4種の表紙で発行された累計）。ギネス認定[41][42][注釈 4]。
  -  花より男子（神尾葉子） - 最も多く発行された単一作者による少女コミックシリーズ。コミックス全37巻・完全版コミックス全20巻で、2023年4月19日時点での電子版を含まない累計発行部数が5940万9000部。ギネス認定[43]。
- アメイジング・スパイダーマン - 最も表紙の数が多いスーパーヒーローのコミック。第666号（2011年9月発行）の表紙が145種類。ギネス認定[44]。
- 週刊少年ジャンプ - 発行部数が最も多い漫画雑誌。創刊以来の累計発行部数が75億部以上。ギネス認定[45]。
- マーベル・コミック - 2015年現在、世界最大のコミック・ブックの出版社。ダイアモンド・コミック・ディストリビューターズ調べで2015年末のシェア41.82%。ギネス認定[44]。
- 集英社 - 世界最大の漫画出版社。ギネス認定[46][47][45]。
- カッツェンジャマー・キッズ（英語版） - 世界一長く続いている連載漫画。1897年12月12日に開始され2015年現在も継続中。ギネス認定[48][注釈 5]
  -  カッツェンジャマー・キッズ - 世界一長く続いている新聞漫画。
  -  ザ・ポッツ（英語版）（ジム・ラッセル（英語版）） - 単一作家により世界一長く続いた新聞漫画。1940年〜2001年。ギネス認定[49]。
  -  仙人部落（小島功） - 世界一長く続いた4コマ漫画。1956年10月〜2014年8月。ギネス認定[48]。
  -  こちら葛飾区亀有公園前派出所（秋本治） - 少年誌の最長連載記録。1976年9月〜2016年9月。2007年に連載1500回を超える。ギネス認定[50]。
- セレブス・ザ・アードバーク（英語版）（デイヴ・シム（英語版）） - 最も刊行が続き巻数の多い（同一作家による）作画コミック。1977年〜2004年に全300巻。ギネス認定[51][注釈 6]。
  -  ゴルゴ13（さいとう・たかを） - 最も発行巻数が多い単一漫画シリーズ。1968年〜2022年9月に全206巻。ギネス認定[45]。
- ディテクティブ・コミックス（英語版） - 世界一長く続いている月刊漫画雑誌。1937年3月に創刊し2015年現在も継続中。ギネス認定[52]。
- ザ・ビーノ（英語版） - 世界一長く続いている週刊漫画雑誌。1938年7月30日に創刊し2019年現在も継続中。ギネス認定[47]。
  - 長らく 『ザ・ダンディ（英語版）』（1937年12月4日創刊）が世界最長とされてきたが[53][54]、同誌は2012年に廃刊した。
- ペピン（スペイン語版） - 世界で最も多くの号数が発行された漫画雑誌（週刊→日刊）。1936年3月4日〜1956年10月23日に全7561号を発行。ギネス認定[55]。
- ジャンケンポン（泉昭二） - 世界一発行回数（掲載回数）の多い4コマ漫画。1969年9月に連載開始し2017年現在も継続中。2016年11月24日付で1万5000回を超える。ギネス認定[47][56]。
- 巨人用 進撃の巨人（諫山創） - 2021年、SF漫画「進撃の巨人」の完結を記念して、講談社が、主人公・エレン・イエーガーが巨人化したサイズを想定し、1.1m×71.5cmの巨大本を全国限定100冊の通販のみで販売したところ、2分で完売。後日ギネス世界記録の「世界最大の漫画の本」に登録認定をされた[57]
- 1コマの国のアリス（凸ノ高秀） - デジタルコミックにおいて、最も長い1コマのグラフィック画像。320dp × 16万3,631dp。2018年4月19日にタテコミの宣伝としてパピレスが公開した。ギネス認定[47]。
- 『アメイジング・ファンタジー（英語版）』第15号 - 世界で最も高額で落札されたコミック。2021年9月9日、ヘリテージ・オークションにて360万ドルで落札。ギネス認定[58]。
  -  タンタン アメリカへ（エルジェ） - 世界で最も高額で落札されたコミックの表紙原画。2012年6月2日、 パリで133万8509.2ユーロで落札された[59]。ギネス認定[44]。
  -  カスタフィオーレ夫人の宝石（エルジェ） - 世界で最も高額で落札されたコミックのページ原画。2009年5月10日、42万5884ドルで落札された。ギネス認定[44]。
  -  『マーベルスーパーヒーローズ シークレット・ウォーズ』第8号・25ページ - オークションで最も高額で落札されたコミック本の1ページ。2022年1月13日、336万ドルで落札。ギネス認定[58]。
- アクション・コミックス - 世界で最も高い価値がついたコミック。『アクション・コミックス』第1号が2017年1月のノストマニア・コミックブック価格ガイドで814万ドルと評価される。ギネス認定[51]。
- アステリックス（ルネ・ゴシニ、アルベール・ユデルゾ） - 世界で最も多くの言語に翻訳されたコミック。111の言語・方言に翻訳。ギネス認定[60]。
- ピーナッツ（チャールズ・M・シュルツ） - 世界で最も多くの新聞に掲載されていたコミック。世界75か国で2620紙に掲載。ギネス認定[49]。
  -  ガーフィールド（ジム・デイビス） - 2010年現在、世界で最も多くの新聞に同時配給されているコミック。世界80か国で2310紙に連載。ギネス認定[61]。
- ドラゴンボール（鳥山明） - 世界で最もビデオゲーム化されたコミック（スーパーヒーロー漫画）。1986年〜2016年に146作が販売。ギネス認定[62][46][44]。
- X-メン - 最も多くのビデオゲームに登場したコミック・ブックのスーパーヒーローチーム。2017年3月1日現在、27本のビデオゲームに登場[注釈 7]。ギネス認定[63]。
- スタン・リー - 世界で最も多くの作品が映画化された漫画原作者。リーの死去までに36本が映画化された。ギネス認定[44][64]。
- スタン・リー - 世界で最も多くのコミック・ブックのキャラクターを創作したクリエイター。1941年8月〜2011年に343人以上のキャラクターを創作。ギネス認定[51]。
- 石ノ森章太郎萬画大全集（石ノ森章太郎） - 1人の著者によって出版された最多コミックの記録。全500巻、770作品、総ページ数12万8000ページ。ギネス認定[65]。
- あさりちゃん（室山まゆみ） - 二人組の女性漫画家による最も発行巻数の多いコミックシリーズ。1980年〜2014年に全100巻。ギネス認定[66]。
- ケン・ボールド（英語版） - 最高齢のコミック・ブックのアーティスト。最高齢で表紙を描いたアーティスト。2015年に95歳95日（発売日ベース）で『コンテスト・オブ・チャンピオンズ（英語版）』第2号の表紙[67]を描いた。ギネス認定[68]。
- Pieces Project - Pieces Book 1（英語版）（ヤコブ・マゼラ(Jakub Mazerant)） - 寄稿者数が最も多いコミック。17か国・94人のアーティストが参加した。ギネス認定[48]。
- 浦沢直樹、吉田秋生 - 小学館漫画賞最多受賞。それぞれ3回。ギネス認定[45]。

## 雑誌
- パレード（英語版） - アメリカ国内で日曜紙と共に配布される。2000年4月現在、3700万部。ギネス認定[8]。
- フォーチュン - 世界最大の英文ビジネス誌。発行部数100万部。
- ハーパーズ バザー - 世界一長く続いている女性向けのファッション誌。
- DPICT（英語版） - 世界で最も多くの表紙が用意された雑誌。2000年4月発行の創刊号の表紙が560種類。ギネス認定[8]。
- 週刊住宅情報（リクルート） - ページ数が世界一多かった定期刊行雑誌。1990年1月10日発行号が全1940ページ。ギネス認定[69]。
- フェイト（英語版） - 世界一長く続いている超常現象専門雑誌。1948年創刊。2009年7月以後、オンライン配信のみに移行[70]。

## オーディオブック
- L・ロン・ハバード - 最も多くのオーディオブックが出版された著者。2009年4月21日現在、185作。ギネス認定[17]。
- ジム・デール（英語版）
  - 1作のカセットブックで最も多くの声を担当した声優。『ハリー・ポッターと不死鳥の騎士団』で134種類の声を担当。ギネス認定[29]。
  - カセットブック・チャートの上位独占。2005年8月、自身が朗読した『ハリー・ポッター』シリーズのオーディオブックが、Amazon.comの「アメリカで最も売れたカセットブック」の上位6位を独占。ギネス認定[29]。
- 吉本隆明五十度の講演（吉本隆明） - 最長のオーディオブック。115時間43分。2008年8月1日に東京糸井重里事務所から出版された。ギネス認定[35]。